# Solvarmepanel
 For alternative betydninger, se Solpanel.
Et solvarmepanel eller en solfanger er i stand til at optage og omsætte Solens solenergi til varmeenergi (termisk energi).
Dette skal ses i modsætning til solcellepaneler, der består af fotoelektriske solceller, der er i stand til at omdanne solens elektromagnetiske stråler (lys) direkte til elektrisk strøm.
Solfangere kan opnå virkningsgrader på over 50 %, hvor imod solceller sjældent når over 20 %.
I 2017 har Silkeborg Fjernvarme verdens største solfangeranlæg med 156.694 m².

## Virkemåde
Solfangere er typisk udformet som store paneler. Under panelets dæklag af glas eller plast ligger absorberen – gerne en selektiv overflade, hvorigennem der cirkuleres en varme- og frostsikker væske (oftest på basis af propylenglycol) der transporterer varmeenergien bort fra absorberen. 
Nogle solfangere er også udført med lukkede "vacuum-rør", hvori en væske ved lavt tryk koger ved under 80 grader og overfører varme til den frostsikrede cirkulationsvæske, men højere temperaturer er også muligt, f.eks til fjernvarme.
Den opvarmede væske føres typisk til en varmtvandsbeholder, en lagertank eller en separat varmeveksler. Solvarme-varmtvandsbeholderen indeholder normalt to spiraler, den nederste til solvarmen, den øverste til centralvarmen, som træder til og opvarmer det øverste af beholderindholdet, når solen ikke slår til.
Et almindeligt brugsvandsanlæg består af ca 1 m² solfanger pr. person og 40-70 liter varmtvandsbeholder pr. m² solfanger og giver en årsdækning på over 50% af energibehovet til produktion af varmt vand.
Kombinerede brugsvands- og rumvarmeanlæg kan være meget større, f.eks. 9–18 m², og dække en ikke ubetydelig del af husets samlede varmeenergibehov.

## Udbytte
Energitætheden i solens stråler gives af den såkaldte solkonstant, der ligger i et område omkring 1370 W/m² = 1370 J/m²/sek (i energi svarende til ca. 1178 kCal/m²/h), målt vinkelret på solens stråler, uden for Jordens atmosfære.
Inden denne strålingsenergi når Jordens overflade, skal atmosfæren overvindes, hvilket medfører tab af energitæthed, som følge af både refleksion, spredning og absorption.
Med solen i zenit (vinkelret på overfladen), tabes der ca. 30 %, så energitætheden ved Jordens overflade er reduceret til ca. 1000 W/m². Effekten aftager således med den atmosfæriske tykkelse.
Udbyttet på vore breddegrader (ved ideelle forhold om sommeren, med en solhøjde på ca. 57°) er derfor ca. 15-20 % lavere (grundet strålernes længere vej gennem atmosfæren) end lige under solen (med solen i zenit). Om vinteren (stadig ved ideelle forhold), er udbyttet kun ca. 10-15 % af det optimale.
Hertil kommer fradrag for varierende skydække, partikler og forurening i atmosfæren osv.
I Danmark regner man med et gennemsnitligt årligt energiudbytte på mellem 500 og 600 kWh/m² solvarmepanel.

## Placering
Af ovenstående skulle man tro, at den bedste placering for en solfanger ville være på Ækvator. Det er imidlertid ikke tilfældet, da Jordens ækvatorialbælte er præget af meget skydække. Den ideelle placering ligger i et bælte omkring 35° sydlig (f.eks Chile, Sydafrika og Australien) eller nordlig bredde (f.eks Spanien, Californien og Tibet). I disse ørkenregioner (især i stor højde) kan forventes ca. 3000 solskinstimer om året, svarende til en indstrålet energimængde på ca. 11 kWh/m² i døgnet – når det er bedst.

## Udnyttelse
Udnyttelsen af solenergi som en primær kilde til opvarmning (på vore breddegrader) lider meget under det faktum, at energiudbyttet er højest på den årstid (sommer), hvor vi har mindst brug for den. Indtil videre er der ikke opfundet nogen omkostningseffektiv måde at oplagre store varmemængder fra sommermånederne til brug i vintermånederne, men sæsonforlængning findes i større anlæg til fjernvarme.
Det er imidlertid en skrøne, at solfangere kun virker om sommeren. En velisoleret solfanger vil også yde et varmebidrag på solbeskinnede vinterdage. Selv hvis det er overskyet, vil der være et udbytte at hente.

## Temperatur
Almindelige panelsolfangere leverer et såkaldt lavkvalitativt energiudbytte. De kan lave varmt vand til bad og opvarmning, men deres effektivitet falder med stigende temperatur.
Det er således ikke umiddelbart muligt, at fremstille en panelsolfanger, der kan bruges direkte til dannelse af elektricitet i en termodynamisk proces. Dette ville typisk fordre en temperatur der muliggør frembringelse af damptryk til drift af en turbine (der igen kan trække en elektrisk generator).
Én af måderne hvorpå man kan opkoncentrere varmeenergien i et termisk solvarmeanlæg til et højkvalitativt niveau, er ved, at fokusere solstrålerne i et brændpunkt (f.eks. ved hjælp af et stort hulspejl). Herved kan der frembringes endog meget høje temperaturer.
Ved sådanne temperaturer kan der fremstilles højkvalitativ energi, da man herved kan frembringe høje damptryk, og derved let omsætte solenergien til elektricitet.
Fordelen herved er, at der er et ensartet behov for elektricitet hele året, hvorved behovet for oplagring udkompenseres.

## Fremtidsmuligheder
En mulighed man taler meget om i disse år er, at udnytte solenergi til fremstilling af brint, der efterfølgende kan oplagres, og senere udnyttes som højkvalitativ energikilde (til (gen)fremstilling af elektricitet, drift af automobiler etc.).
En sådan energiudveksling vil være forbundet med ret store tab, og slutvirkningsgraden vil næppe komme over 10 % af den oprindelige energitæthed. Til gengæld er energien 'gratis' og miljøneutral, hvis man ser bort fra initialomkostningerne ved etableringen af anlægget. Hvorvidt det vil være en rentabel forretning at drive sådanne anlæg, vil afhænge af den generelle udvikling på energiområdet, ikke mindst priserne på de fossile brændsler (olie, gas og kul).

## Beregning
Til beregning af den nøjagtige soleffekt (eng. insolation) på et givet koordinat på jordoverfladen, på et givet tidspunkt, kan programmet i følgende henvisning benyttes.

Online konvertering af energienheder:

## Top10 største solvarmeanlæg
| Navn         | Land | Ejer                 | Størrelse | Thermisk effekt | Årlig produktion | Installation år | Lager volumen      | Lagertype Faciliteter              | Panel-producent      |
|              |      |                      | m²        | MWth            | GWh              |                 | m³                 |                                    |                      |
| ------------ | ---- | -------------------- | --------- | --------------- | ---------------- | --------------- | ------------------ | ---------------------------------- | -------------------- |
| Vojens       | DK   | Vojens Fjernvarme    | 70.000    | 50              | 35               | 2012-2015       | 203.000            | Isoleret dam og vandtank           | ARCON (DK)           |
| Dronninglund | DK   |                      | 37.573    | 27              | 18               | 2014            |                    |                                    | ArCon (DK)           |
| Ringkøbing   | DK   |                      | 30.000    | 22,6            | 14               | 2010-2014       |                    |                                    | ArCon                |
| Vildbjerg    | DK   |                      | 21.234    | 14,5            | 9,5              | 2014            |                    |                                    | ArCon                |
| Helsinge     | DK   | Helsinge Fjernvarme  | 19.588    | 14              | 9,4              | 2012-2014       |                    |                                    | [ 14 ]               |
| Gråsten      | DK   |                      | 19.024    | 13              | 9,7              | 2012            |                    |                                    | ARCON (DK)           |
| Brædstrup    | DK   | Brædstrup Fjernvarme | 18.612    | 14              | 8,9              | 2007/2012       |                    |                                    | ARCON (DK)           |
| Tarm         | DK   |                      | 18.585    | 13,1            | 9                | 2013            |                    |                                    | ARCON (DK)           |
| Marstal      | DK   | Marstal Fjernvarme   | 17.943    | 13,5            | 8,5              | 1996–2002       | 2.100 3.500 10.000 | Vandtank Sand/vandhul Isoleret dam | Sunmark / ARCON (DK) |
| Jetsmark     | DK   |                      | 15.183    | 10,6            | 7,6              | 2015            |                    |                                    | Arcon/Sunmark (DK)   |

Source: Jan Erik Nielsen, PlanEnergi, DK.

I 2002 havde Marstal Fjernvarme verdens største solfangeranlæg, men blev i årene efter overhalet af mange andre danske anlæg. Det planlægges udvidet med yderligere 15.000 m² til i alt 33.000 m².